# کلاورلیف (تگزاس)
کلاورلیف (به انگلیسی: Cloverleaf) یک منطقهٔ مسکونی در ایالات متحده آمریکا است که در شهرستان هریس، تگزاس واقع شده‌است. کلاورلیف ۸٫۶ کیلومتر مربع مساحت و ۲۲٬۹۴۲ نفر جمعیت دارد و ۸ متر بالاتر از سطح دریا واقع شده‌است.